# Hinterhaken

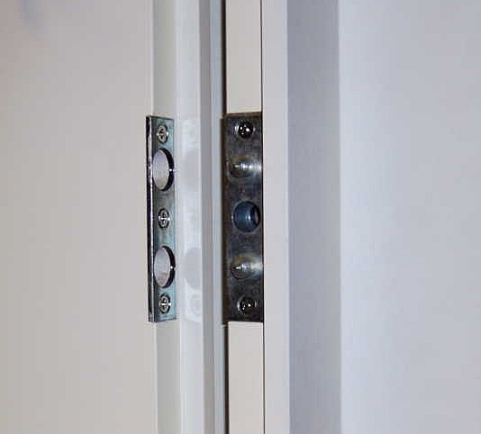
Hinterhaken

Als Hinterhaken (oder teilweise auch Aushebesicherung, Türbandsicherung, Hintergreifhaken) bezeichnet man an der Bandseite (Scharnierseite) einer Tür in der Schmalseite des Türblattes befestigten und in geschlossenem Zustand in Bohrungen der Ankerplatte an der Zarge (Türrahmen) eingreifenden Metallbolzen.
Hinterhaken verhindern, dass die Tür an der Bänderseite mit Gewalt aufgedrückt oder aus den Türbändern (Angeln) gehoben werden kann (sogenannte Aushebesicherung). Bei Brand- und Rauchschutztüren werden sie auch verwendet, um einer Verformung des Türblattes im Brandfall entgegenzuwirken. Man setzt sie meistens paarweise ein (zum Beispiel unter dem oberen und dem unteren Türband), bei Brand- und Rauchschutztüren bei den Drittelpunkten bzw. der Hälfte der Türblatthöhe. 
Bei Türen mit Holzzarge bieten Hinterhaken einen noch besseren Einbruchschutz, wenn die Ankerplatte im Mauerwerk hinter der Holzzarge (Türrahmen) fest verankert ist und eine druckfeste Hinterfütterung der Zarge vorgesehen wird.